# 一志順夫
一志 順夫（いっし よりお、1962年5月2日 - ）は、日本の音楽プロデューサー、実業家。

## 来歴
東京都三鷹市に生まれる。東京都立三鷹高等学校を経て、1985年に早稲田大学政治経済学部政治学科を卒業した。
CBS・ソニーグループ（現・ソニー・ミュージックエンタテインメント）に入社（1985年）
エピックレコードジャパン執行役員（2004年）、
代表取締役専務（2008年）、
デフスターレコーズ代表取締役社長（2012年）、レーベルゲート代表取締役社長（2015年）SME広報・CSRグループ本部長（2017年）
SME監査役（2020年）を歴任。
SME CAオフィス時代にASAYAN（テレビ東京）男子ボーカリスト・オーディションの企画に松尾潔らと共に参加、CHEMISTRYの結成・デビューに関わる。また、現在もTVｰCM等で使用されているソニー・ミュージックのCIロゴの作成にも関わり、1998年から使用されたロゴ(通称RAINBOW)は当時博報堂のプランナーであった箭内道彦（現・風とロック）との共同作業で制作された。
エピックレコードジャパン執行役員在任中にいきものがかりをスカウトした他、Aqua Times、T.M.Revolution（西川貴教）、鈴木雅之等数多くのアーティストに関わる。
また映像事業ではショートムービーと音楽を融合した「cinemusica」シリーズを立ち上げ新機軸のプロモーション手法を確立、映画プロデューサーとしてもいくつかの作品を手掛けている。
現在は、音楽、映像制作プロデュース、イベント企画、運営、アーティストマネージメントキャスティング等、広範なエンターテイメント事業に携わる。2025年中森明菜トリビュートアルバム「明響」にプロデューサーとして参加。
また、「週刊てりとりぃ」にて「のすたるじあ東京」、「高校野球ドットコム」にて「白球交差点」を連載、コラムニストとしても活躍中。

## 人物
趣味は野球とレコード収集で、アマチュア野球観戦歴は長い。レコードはロック、ソウル、ラテン中心に一万枚超のコレクションを誇り、1980年代から1990年代にかけては専門誌への寄稿とライナーノーツの執筆も兼業していた。
ノンフィクション作家の一志治夫は実兄。